# نعمت

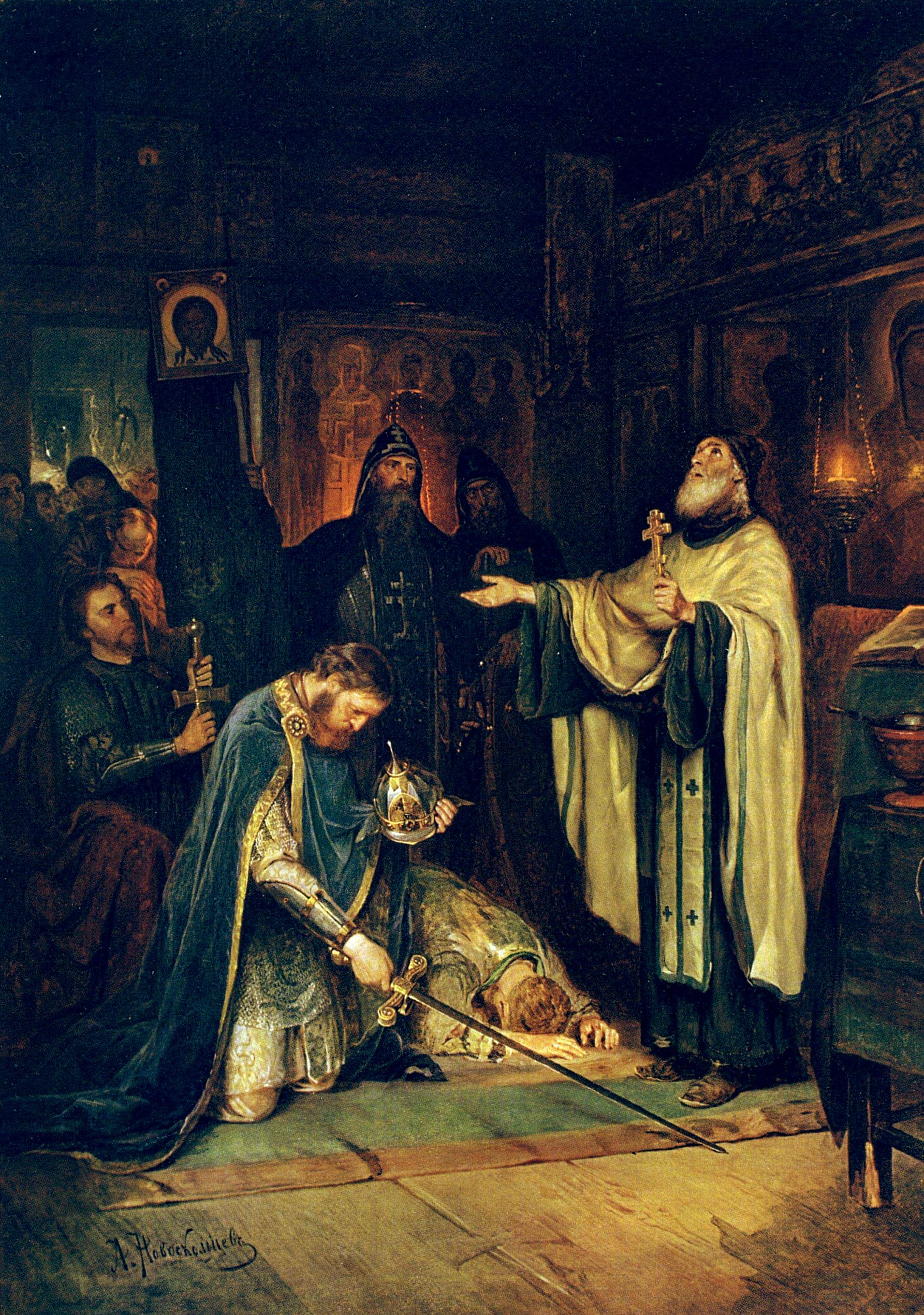
سنت سرگیوس به دیمیتری دونسکوی برای مبارزه با مامای برکت می‌دهد، ۱۹۱۹، اثر الکساندر نووسکولتسف

در دین، موهبت یا نعمت (که به اعطای آن نیز اطلاق می‌شود) عبارت است از بخشیدن یا افاضه چیزی همراه با فیض، قداست، رستگاری معنوی یا اراده الهی.